# Synemosyna
Synemosyna Hentz, 1846 è un genere di ragni appartenente alla famiglia Salticidae.

## Descrizione
Alcune specie di questo genere (S. americana, S. aurantiaca, S. decipiens, S. edwardsi, S. formica, S. smithi) sono caratterizzate da mirmecomorfismo, hanno cioè sembianze che ricordano quelle delle formiche.

## Distribuzione
Le 20 specie oggi note di questo genere sono diffuse nelle Americhe: due in America settentrionale (USA); sei in America centrale (prevalentemente Messico e Costa Rica); undici in America meridionale (di cui quattro endemiche del Brasile, poi soprattutto in Venezuela, Guyana e Argentina).

## Tassonomia

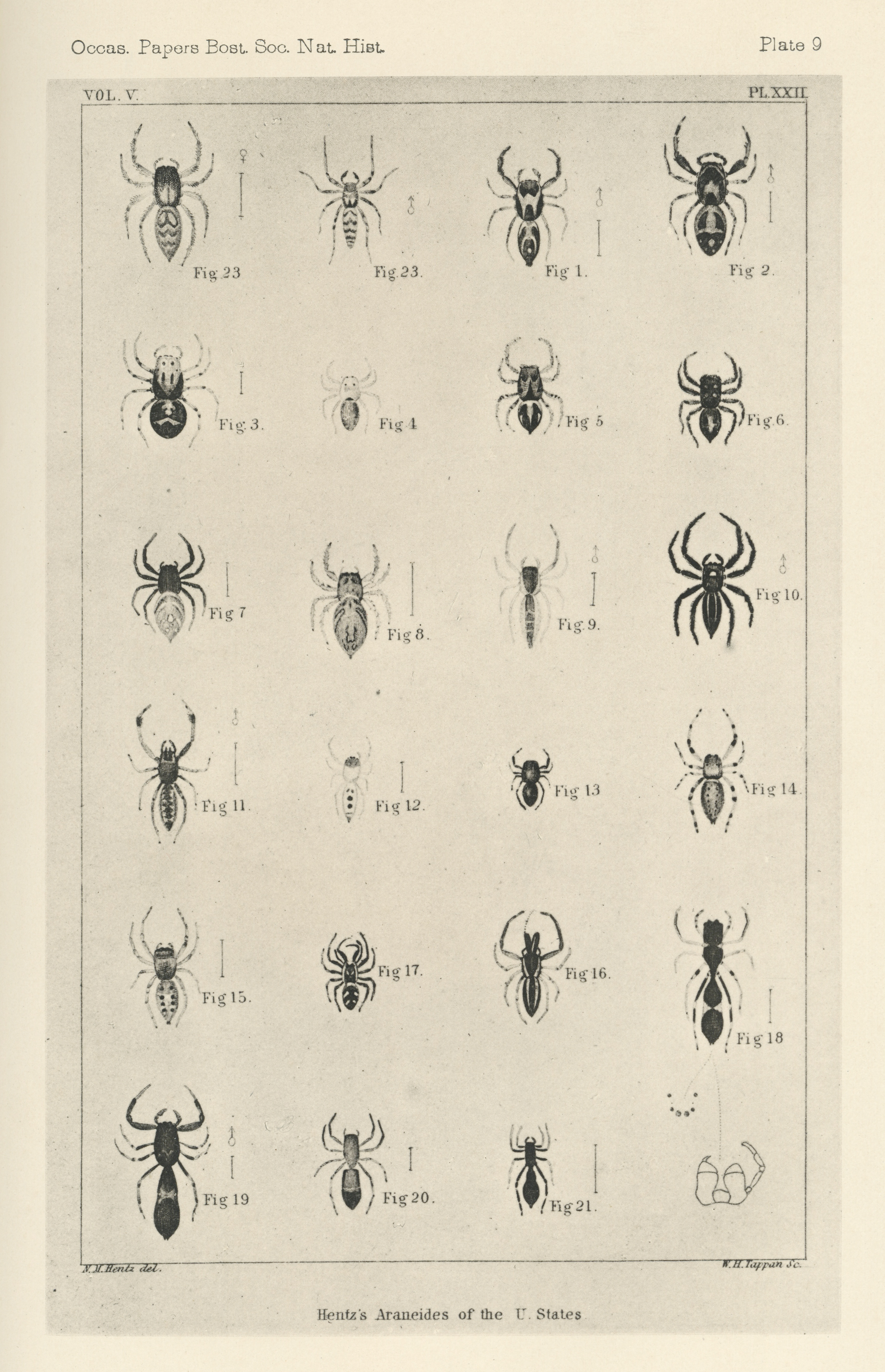
disegno di Synemosyna formica al numero 18

Considerato un sinonimo posteriore di Simonella Peckham & Peckham, 1885 a seguito di un lavoro dell'aracnologa Galiano del 1966.
A giugno 2011, si compone di 20 specie:
- Synemosyna americana (Peckham & Peckham, 1885) — dal Messico al Venezuela
- Synemosyna ankeli Cutler & Müller, 1991 — Colombia
- Synemosyna aschnae Makhan, 2006 — Suriname
- Synemosyna aurantiaca (Mello-Leitão, 1917) — Colombia, Brasile, Argentina
- Synemosyna decipiens (O. P.-Cambridge, 1896) — Messico, Guatemala
- Synemosyna edwardsi Cutler, 1985 — dal Messico alla Costa Rica
- Synemosyna formica Hentz, 1846[3] — USA
- Synemosyna hentzi Peckham & Peckham, 1892 — Brasile
- Synemosyna invemar Cutler & Müller, 1991 — Colombia
- Synemosyna lauretta Peckham & Peckham, 1892 — Brasile, Argentina
- Synemosyna lucasi (Taczanowski, 1871) — dalla Colombia al Perù e alla Guyana
- Synemosyna maddisoni Cutler, 1985 — Messico, Guatemala
- Synemosyna myrmeciaeformis (Taczanowski, 1871) — Venezuela, Brasile, Guiana francese
- Synemosyna nicaraguaensis Cutler, 1993 — Nicaragua
- Synemosyna paraensis Galiano, 1967 — Brasile
- Synemosyna petrunkevitchi (Chapin, 1922) — USA
- Synemosyna scutata (Mello-Leitão, 1943) — Brasile
- Synemosyna smithi Peckham & Peckham, 1893 — Cuba, Isole Saint Vincent e Grenadine (Piccole Antille)
- Synemosyna taperae (Mello-Leitão, 1933) — Brasile
- Synemosyna ubicki Cutler, 1988 — Costa Rica

### Specie trasferite
- Synemosyna formosana (Saito, 1933); trasferita al genere Myrmarachne MacLeay, 1839[2].
- Synemosyna transversa Mukerjee, 1930; trasferita al genere Myrmarachne MacLeay, 1839[2].

### Nomina dubia
La spiccata somiglianza di caratteri distintivi con quelli di altri generi affini, fa sì che 8 specie, il 40% di quelle ufficialmente riconosciute, siano nomina dubia:
- Synemosyna bimaculata (Mello-Leitão, 1917); esemplari femminili reperiti in Brasile e originariamente descritti in Simonella, a seguito di un lavoro dell'aracnologa Galiano del 1966, sono da ritenersi nomina dubia.
- Synemosyna fasciata Mello-Leitão, 1922; esemplare femminile reperito in Brasile, a seguito di un lavoro dell'aracnologa Galiano del 1966, è da ritenersi nomen dubium.
- Synemosyna fissidentata (Szombathy, 1913); esemplari femminili rinvenuti in Paraguay e originariamente descritti in Simonella, a seguito di un lavoro dell'aracnologa Galiano del 1966, sono da ritenersi nomina dubia.
- Synemosyna lunata (Walckenaer, 1837); esemplare maschile rinvenuto negli USA e originariamente descritto in Myrmecium, a seguito di un lavoro dell'aracnologa Galiano del 1966, è da ritenersi nomen dubium.
- Synemosyna magniscuti Mello-Leitão, 1939; esemplare maschile rinvenuto in Brasile, a seguito di un lavoro dell'aracnologa Galiano del 1966, è da ritenersi nomen dubium.
- Synemosyna pumilio Karsch, 1880; esemplari rinvenuti in India, a seguito di uno studio dell'aracnologo Roewer del 1955, sono da ritenersi nomina dubia.
- Synemosyna rubra (Walckenaer, 1837); esemplari maschili e femminili, rinvenuti negli USA e originariamente descritti in Myrmecium, a seguito di un lavoro dell'aracnologa Galiano del 1966, sono da ritenersi nomina dubia.
- Synemosyna subtilis (Taczanowski, 1871); un esemplare femminile, reperito in Guyana e originariamente ascritto all'ex-genere Janus L. Koch, 1846; trasferito qui da Mello-Leitão nel 1933, a seguito di un lavoro dell'aracnologa Galiano del 1966, è da ritenersi nomen dubium.